# Distretto di Kuchinarai
Il distretto di Kuchinarai (in thailandese: กุฉินารายณ์) è un distretto (amphoe) della Thailandia, situato nella provincia di Kalasin.